# Bolesław Binder
Bolesław Henryk Binder ps. „Tkacz” (ur. 15 lipca 1898 w Warszawie, zm. 28 lipca 1920 w Łucku) – podporucznik piechoty Wojska Polskiego, kawaler Orderu Virtuti Militari.

## Życiorys
Syn Jana i Joanny z domu Różalska. W Częstochowie był uczniem gimnazjum. Od 1910 członek tajnych młodzieżowych organizacji patriotycznych. Od września 1914 służył w Legionach Polskich w 1 kompanii 5 pułku piechoty. 15 listopada 1915 został awansowany do stopnia kaprala, a 1 września 1916 do stopnia sierżanta. Od lipca 1917 ukrywał się w wyniku kryzysu przysięgowego formacji legionowych. Działał w Polskiej Organizacji Wojskowej na terenie Częstochowy.
W styczniu 1919 wstąpił ochotniczo do Wojska Polskiego. Początkowo jako podoficer służył w 2 pułku piechoty Legionów, następnie został przeniesiony do 1 kompanii III baonu 5 pułku piechoty Legionów. 7 maja 1919 został mianowany z dniem 1 maja tego roku na stopień podporucznika piechoty. Walczył na froncie polsko-bolszewickim dowodząc plutonem. Szczególnie odznaczył się nad Styrem podczas walk odwrotowych, podczas których we wsi Szwajków samodzielnie powstrzymał oddział nieprzyjaciela pozwalając tym samym na wycofanie się wojsk polskich. Poległ 28 lipca 1920 dowodząc 11. kompanią „w krwawych i gwałtownych walkach na odcinku Nawóz-Uhły”. 17 maja 1922 za powyższy czyn został pośmiertnie odznaczony orderem wojskowym „Virtuti Militari" V klasy. Rodziny nie założył.
19 stycznia 1921 został pośmiertnie zatwierdzony z dniem 1 kwietnia 1920 w stopniu kapitana, w piechocie, w grupie oficerów byłych Legionów Polskich.

## Ordery i odznaczenia
- Krzyż Srebrny Orderu Wojskowego Virtuti Militari nr 6518[2] – pośmiertnie, 17 maja 1922[7][9]
- Krzyż Niepodległości[10]
- Krzyż Walecznych[2]